# جون دبليو. مارشال
جون دبليو. مارشال (بالإنجليزية: John W. Marshall)‏ هو سياسي أمريكي، ولد في 6 يوليو 1958 في مانهاتن في الولايات المتحدة. حزبياً، نشط في الحزب الديمقراطي.